# قادرآباد (مرکزی ایرانشهر)
قادرآباد، روستایی در دهستان ابتر بخش مرکزی شهرستان ایرانشهر در استان سیستان و بلوچستان ایران است.

## جمعیت
بر پایه سرشماری عمومی نفوس و مسکن در سال ۱۳۹۵، جمعیت این روستا برابر با ۳۷۶ نفر (۱۰۰ خانوار) بوده‌است.